# Epidendrum rondoniense
Epidendrum rondoniense är en orkidéart som beskrevs av Lou Christian Menezes. Epidendrum rondoniense ingår i släktet Epidendrum och familjen orkidéer. Inga underarter finns listade i Catalogue of Life.